# Telenet Group
Telenet Group N.V. er en belgisk telekommunikationsvirksomhed, der udbyder kabel-tv, internet via. kabel-tv, fastnet og mobiltelefoni. De har over 2,4 mio. kabel-tv-kunder i Flandern.